# Ust'-Katav
Ust'-Katav (in lingua russa Усть-Катав) è una città di 21 000 abitanti situata nell'oblast' di Čeljabinsk, in Russia. Si trova alla confluenza del fiume Katav nello Jurjuzan', lungo il percorso della ferrovia transiberiana. 
La città è famosa per la sua industria, la Ust'-Katavskij Vagonostroitelnij zavod (UKVZ), leader nella produzione di convogli tranviari KTM-5.